# ジョシュア・チェンバレン
ジョシュア・ローレンス・チェンバレン（Joshua Lawrence Chamberlain、1828年9月8日-1914年2月24日）は、アメリカ合衆国メイン州出身の大学教授であり、南北戦争の時は志願して北軍に加わった。軍事戦略についてはそれ以前に教育を受けたことが無かったが、大いに尊敬され勲章を受けるような北軍士官となり、准将の位（さらに名誉少将）にまで昇進した。ゲティスバーグの戦いでの勇敢さによって名誉勲章を受章した。バージニア州アポマトックス・コートハウスではロバート・E・リーの北バージニア軍に対して降伏の儀式を行う時に、北軍を取り仕切る栄誉に浴した。戦後、チェンバレンは共和党として政界に入り、メイン州知事を4期務めた。出身校であるボウディン大学では教授と学長を務めた。

## 初期の経歴
チェンバレンはメイン州ブルーワーで、ジュシュアとサラ・デュピーのチェンバレン夫妻の5人の子供のうち、長子として生まれた。大学入試に合格するために古代ギリシャ語を独学した後の1848年に、メイン州ブランズウィックのボウディン大学に入学した。ボウディン時代、ボウディン大学教授の妻であるハリエット・ビーチャー・ストウなど、チェンバレンの人生に影響を与える多くの人々と出会った。チェンバレンは後にストウがその著名となる小説『アンクル・トムの小屋』の文章を読むのを聞きにしばしば通った。また連邦党寄りの学生集団であるピューシニアン協会に参加した。学術的名誉協会であるファイ・ベータ・カッパの会員となり、また学生友愛会のアルファ・デルタ・ファイの同士として1852年に大学を卒業した。
チェンバレンは1855年に地方の牧師の養女であるファニー・アダムズと結婚し、5人の子供が生まれたが、1人は未熟児で死産となり、2人は幼時に死亡した。チェンバレンの父は初めファニー・アダムズとの結婚を認めなかったが、後には認めてその息子と互いに尊重し合った。チェンバレンはメイン州バンゴーのバンゴー神学校でさらに3年間学び、その後ボウディン大学に戻って、修辞学の教授として教育者の経歴を始めた。最終的には科学や数学を除いてカリキュラムにあるどの教科でも教えるようになった。英語以外に9カ国語に堪能であった。すなわちギリシャ語、ラテン語、スペイン語、ドイツ語、フランス語、イタリア語、アラビア語、ヘブライ語およびシリア語だった。
チェンバレンの曾祖父達はアメリカ独立戦争の時に軍人だった。そのうちの1人フランクリン・チェンバレンはヨークタウンの戦いで軍曹だった。祖父の名前もジョシュア・チェンバレンだったが、米英戦争のときに地方の民兵隊で大佐であり、イギリス軍によるバンガーとブルーワーの破壊に繋がった屈辱のハンプデンの戦いにおけるその役割で軍法会議に掛けられたが、無罪となった。チェンバレンの父も1839年の失敗に終わったアルーストック戦争に従軍した。チェンバレン自身は軍事学を学んだことは無かったが、国の為に仕えたいという強い望みがあった。
南北戦争が始まったとき、チェンバレンは入隊したいと願ったが、ボウディン大学の管理者はチェンバレンが大学教授として非常に価値があると考えていた。チェンバレンは休暇を認められた（建前上ヨーロッパで2年間語学を学ぶとされた）が、直ぐに入隊した。このとき第20メイン志願歩兵連隊の大佐就任を提案されたが辞退した。チェンバレンの伝記作者ジョン・J・ピューレンに拠れば、「初めはやや低く、まずは仕事を学ぶ」ことを好んだという。8月8日にその連隊の中佐に指名され、アデルバート・エイムズ大佐の指揮下に付いた。第20連隊はポトマック軍第5軍団の一部となった。
チェンバレンの連隊はアンティータムの戦いに向かったが、戦闘には参加しなかった。その後のフレデリックスバーグの戦いに参戦し、流血の多かったメアリーズ高地の襲撃で比較的少数の損害に留まったが、他の連隊の負傷者が多い中、凍えるような戦場で惨めな夜を過ごさなければならなかった。チェンバレンはこの夜のことを日記に記録しており、部隊に飛んでくる弾丸の音を聞きながら、死者の体を隠蔽材と枕に使っていたと、かなりの長さで論じている。1863年5月のチャンセラーズヴィルの戦い時には、部隊に天然痘が拡がったために、後方で守備隊任務に回らされた。チェンバレンは1863年6月に、エイムズの昇進に合わせて連隊の大佐に昇進した。チェンバレンの弟たちの1人、トマス・チェンバレンも第20メイン連隊の士官だったが、もう1人の弟ジョン・チェンバレンはアメリカ・キリスト教コミッションの一員としてゲティスバーグで連隊を訪れており、その後別のメイン志願兵連隊の連隊付き牧師に指名された。

### ゲティスバーグの戦い

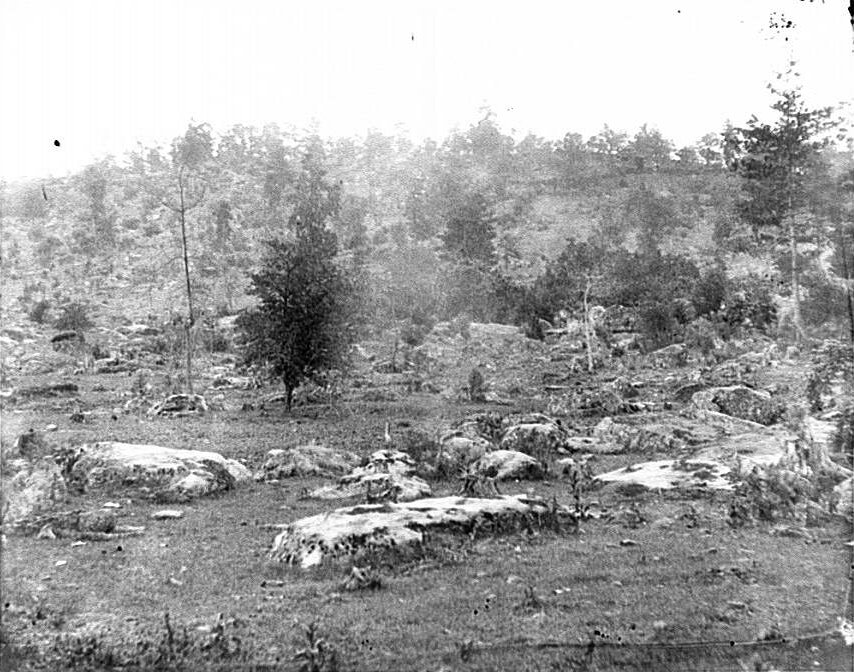
リトルラウンドトップ西斜面、ティモシー・H・オサリバン撮影、1863年

チェンバレンはゲティスバーグの戦いでその名声を得た。リトルラウンドトップでのその果敢な防御が多くの出版物や話の焦点になった。チェンバレンは、ストロング・ビンセント大佐からリトルラウンドトップ南斜面の防御に派遣され、その第20メイン連隊が北軍前線の最左翼、その右手には第83ペンシルベニア歩兵連隊、第44ニューヨーク歩兵連隊および第16ミシガン歩兵連隊が並んだ。チェンバレンは直ぐに、ビンセント大佐がリトルラウンドトップの戦術的重要さに拘っていたことを理解し、第20メイン連隊は如何なる犠牲を払っても北軍左翼を守る必要があることが判った。メイン出身の部隊は南軍ウィリアム・C・オーツ大佐が指揮する第15アラバマ連隊北軍陣地の側面を衝こうとして丘を駆け上がってくるのを待った。南軍は何度も何度も攻撃し、メイン連隊はほとんど後退させられそうになった。チェンバレンはその退っ引きならない事態を認識し、その左翼部隊に（この時南東を向いていた。連隊の他の部隊は西を向いていた）銃剣突撃を命じた。その日のチェンバレンの報告書では、「その危機に際して、私は銃剣を命じた。その言葉で十分だった」と書いていた。
第20メイン連隊は丘を駆け下り、その左翼が常に回転運動を続けて突撃戦線をヒンジのように振らせ、正面攻撃と側面攻撃を同時に生じさせた。その結果、南軍兵を多く捕獲し、自軍の側面をうまく救った。チェンバレンは銃弾がその剣の鞘に当たって跳ね返り太腿に当たったときと、不発弾か破片が足に当たったときの2回、軽傷を負った。リトルラウンドトップでのその頑張りに対して、「ラウンドトップのライオン」という渾名で知られるようになった。1863年の後の時期に、チェンバレンはマラリアに罹り、快復するまで任務を外された。
1864年4月、チェンバレンはポトマック軍に戻り、ピーターズバーグ包囲戦直前に旅団長に昇格した。6月18日の第二次ピーターズバーグの戦いにおける主要戦闘で、右腰と脚の付け根を貫通する銃弾を受けた。チェンバレンはその傷にも拘わらず、剣を引き抜いてそれを地面に立てて直立姿勢を保ち、退却の気分が高まるのを食い留めた。チェンバレンはそのまま数分間立ち続けたあとに倒れて、失血のために気を失った。その傷について師団軍医は致命傷と見なし、チェンバレンは死ぬものと予測した。チェンバレンの戦死がメイン州の新聞で伝えられ、北軍総司令官ユリシーズ・グラント中将はチェンバレンを准将に戦場昇進させた。グラントは様々な理由でそれほど迅速にチェンバレンを昇進させたが、その理由の一つはチェンバレンが死んだという誤報がグラントに届いたことだった。生きていると期待されていなかった（繰り返すがメイン州の新聞で報じられ、グラントには誤報が届いた）チェンバレンは驚くべき意志と勇気を示して、11月にはその部隊に戻った。妻のファニーを含め多くの者がチェンバレンに除隊を勧めたが、チェンバレンは終戦まで従軍することに決めていた。
1865年初期、チェンバレンは第5軍団第1師団の第1旅団指揮を任され、勇気と決断を持って指揮を続けた。3月29日、その旅団はグラントが戦争を終わらせるために最後の進行を行う中で、クエーカー道路の戦いにおける主要戦闘に参加した。チェンバレンは部隊に損失を受け、自身も負傷し（左腕と胸）、さらに捕まりそうになりながら、最後は成功し、エイブラハム・リンカーン大統領から少将への名誉昇進を受けた。
チェンバレンは戦争全体では、20の戦闘と多くの小競り合いに参戦し、4度その勇気をうたわれ、乗っていた馬6頭が銃で撃たれ、自身も6回負傷した。

### アポマトックス
1865年4月9日朝、チェンバレンは、南軍の参謀士官が休戦の旗の下に近付いて来たとき、リー将軍が北バージニア軍の降伏を望んでいることを察知した。「サー」その士官はチェンバレンの前に立ち、「私はゴードン将軍の所から来た。リー将軍はグラント将軍から提案されていた降伏に関して考えを聞けるまで、敵対関係の中断を望んでいる」と告げた。翌日、チェンバレンは作戦本部に呼び出され、そこでチャールズ・グリフィン少将からチェンバレンが4月12日にアポマトックス・コートハウスで行われることになった正式な降伏儀式の一部として南軍歩兵のパレードを差配することになったと告げられた。
かくしてチェンバレンは南北戦争の中でも最も胸を打つ場面に立ち会うことになった。南軍兵達は道を行軍してきてチェンバレンの下にその武器や連隊旗を渡し、チェンバレンはその発案で自隊の兵士達に集まるように命じ、尊敬の印として「銃を持て(carry arms)」をさせた。チェンバレンは次に起こったことを次のように書いた。
チェンバレンの南軍兵に対する敬礼は北部の多くの者には不人気だったが、チェンバレンはその回想録『軍隊の通過』の中でその行動を弁護している。かなりの年数が経って、ゴードンはその回想録の中でチェンバレンのことを、「北軍でも最も騎士道精神のある軍人の1人」と思い起こしている。ゴードンは40年以上後にチェンバレンの証言を読むまで、このときの逸話に言及することは無かった。

## 戦後の経歴

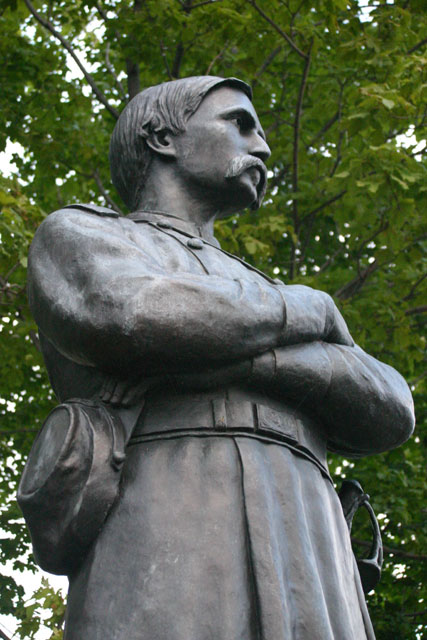
メイン州ブルーワーにあるチェンバレンの銅像

チェンバレンは戦争が終わると間もなく軍隊を離れ、出身州のメインに戻った。共和党員としてメイン州知事に選ばれ、4期（1期は1年間）を務めた。政界を離れた後はボウディン大学に戻った。1871年、ボウディン大学学長に指名されて1883年まで務め、健康の悪化や戦争の古傷のために辞職を強いられた。また1867年から1871年の間、近くのベイツ大学の職権上の理事も務めた。
1880年1月、誰が新しく選出されたメイン州知事であるかについて論争が起こり、メイン州議会は武装した集団に占領された。現職知事アロンソ・ガースロンがメイン州兵指揮官のチェンバレンを呼び寄せ、ことに当たらせた。チェンバレンは武装集団を家に帰らせ、オーガスタ警察に秩序を維持させるよう手配した。メイン州最高裁判所が選挙結果に対する判決を下すまでの12日間の大半、チェンバレンは議事堂に留まっていた。この間、暗殺や誘拐の恐れがあり、ある場合には外に出て彼を殺そうと思っている25ないし30人の群衆と向かい合うことになり、また知事候補の両者がチェンバレンを合衆国上院議員にすると言って買収しようとした。この論争で両者から感謝されることもなく、合衆国上院議員になることもなく、チェンバレンの州政における経歴は終わった。
チェンバレンは連邦政府の指名職であるメイン州ポートランド港の輸入品検査官を務め、またフロリダ州における不動産業、ニューヨーク州の工芸大学、さらにはホテルや鉄道などの実業に関わった。メイン州、教育および南北戦争の回想録（『軍隊の通過』）について幾つかの著作を書いた。1864年に重傷を負ったときから死ぬまで、初期形態の袋付きカテーテルを着けることを強いられ、傷の残りを矯正し、彼を悩ませた熱や感染を止めるために6度の手術を経験したが成功しなかった。
第20メイン連隊を有名にした戦闘から30年後の1893年、チェンバレンはゲティスバーグでの功績に対して名誉勲章を与えられた。受賞文は「リトルラウンドトップに繰り返し襲撃されたときにこれを死守し、グレートラウンドトップに陣を進めた大胆な英雄的行為と偉大な執念に」対して与えるとされていた。
メイン州知事に初めて選ばれたときからその人生を終えるときまで、1864年の傷から来る続く痛みや不快にたとえ苦しむ時も、チェンバレンは共和国グランド・アーミーで活動を続け、ゲティスバーグを何度も訪れ、兵士達の再会時に演説を行った。
1898年、70歳のときに、傷からの痛みは抱えながらも米西戦争への士官としての従軍を申し出た。この申し出は拒絶され、チェンバレンはその人生の中でも大きな失望の一つと言っていた。
南北戦争の他の戦闘の多くと同様に、チェンバレンの部下の1人がゲティスバーグで彼は実際に突撃を命じることは無かったと言い出したときに論争が起こった。この主張はチェンバレンの名声や評判をひどく傷つけることは無かった。1913年5月、ゲティスバーグ50周年の再会計画に関わっている時に最後のゲティスバーグ訪問を行った。しかし、健康が悪化したために2ヶ月後の再会には出席できなかった。
チェンバレンはポートランドで盲目者のためのメイン州制度設立者の1人となった。この制度は現在ザ・アイリス・ネットワークと呼ばれている。チェンバレンの妻も視覚障害があり、チェンバレンはこの機関の初代理事を務めた。
チェンバレンは戦時から尾を引いた傷のために1914年、ポートランドで死んだ。満85歳であり、ブランズウィックのパイングラブ墓地に埋葬されている。チェンバレンの横たわる側には、50年前にピーターズバーグでチェンバレンを手術した2人の軍医の1人、ポートランドのアブナー・ショー博士も眠っている。チェンバレンは南北戦争での傷が故で死んだことでは最後の古参兵だった。チェンバレンの治療履歴を研究すると、その死の原因になったものはピーターズバーグでの負傷から複合されたものだったことを示唆している。
ボウディン大学キャンパスからはメインストリートの向かい側にあるチェンバレンの家はペジェプスコット歴史協会が所有する博物館となっており、チェンバレンに関する広汎な研究収集品を収めている。展示されている記念品には、ピーターズバーグで彼の命を奪う寸前までいったミニエー弾やリトルラウンドトップにおける突撃を描いたドン・トロイアニの原画が含まれている。この博物館を訪れる者には6月初旬から10月半ばまで、知識の豊富なボランティア・ガイドによる案内が付く。

## 部隊指揮の履歴
- 中佐（副指揮官）第20メイン連隊（1862年8月8日）
- 大佐、第20メイン連隊長（1863年5月20日）
- 第5軍団第1師団第3旅団長（1863年8月26日-11月19日）
- 第1旅団長（1864年6月6日-18日）
- 志願兵准将（1864年6月18日）
- 第1旅団長（1864年11月19日-1865年1月5日）
- 第1旅団長（1865年2月27日-4月11日）
- 志願兵名誉少将（1865年3月29日）
- 第1師団長（1865年4月20日-6月28日）
- 中部方面軍ホレイショ・ライト暫定軍団第3師団第1旅団長（1865年6月28日-7月）
- 志願兵任務を解除（1866年1月15日）[6]

## 大衆文化の中で
ゲティスバーグに関するマイケル・シャーラのピューリッツァー賞受賞作歴史小説『The Killer Angels』とこの小説の映画化『ゲティスバーグ』で、チェンバレンは重要な登場人物である（映画ではジェフ・ダニエルズが演じ、続編の『神と将軍達』でも同じキャストだった）。
トム・アイシェンの歴史小説『リトルラウンドトップの勇気』はチェンバレンを詳細に描き、またリトルラウンドトップから第20メイン連隊が歴史的な突撃をしたときにチェンバレンの頭を狙って拳銃を発射した南軍の若い士官ロバート・ウィッカーが登場する。
スティーブ・アールのアルバム『ザ・マウンテン』に収録された歌『ディキシーランド』は、チェンバレンとゲティスバーグの戦いに触れている。
バンドのアイスドアースによるCD『栄光の重荷』に入れられた歌『万難を排して守れ』には、チェンバレンの名前こそ出てこないが、その行動が歌われている。

## 名誉勲章の受章文

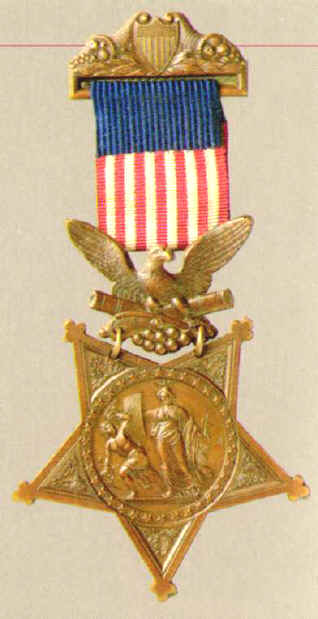
名誉勲章

階級と組織：
大佐、第20メイン歩兵連隊。場所と日付：ペンシルベニア州ゲティスバーグ、1863年7月2日。入隊：メイン州ブランズウィック。出生：1828年9月8日、メイン州ブルーワー。発効日：1893年8月11日。
表彰